# Liste des ducs del Infantado
 (octobre 2018).
Si vous disposez d'ouvrages ou d'articles de référence ou si vous connaissez des sites web de qualité traitant du thème abordé ici, merci de compléter l'article en donnant les références utiles à sa vérifiabilité et en les liant à la section « Notes et références ».

Armoiries municipales de Manzanares el Real (Madrid), selon les armoiries approuvées le 18 janvier 1974 par le Conseil des ministres (BOE du 6 février 1974): Ecartelé en sautoir. Au premier et au quatrième, de sinople, une bande de gueules soulignée d'or. Deuxième et troisième, en or, "AVE MARIA GRATIA PLENA", en lettres d'azur. À la cloche, Corona Condal.; Source : Héraldique municipale. La communauté de Madrid

Le titre de Duc del Infantado fut accordé en 1475 à Diego Hurtado de Mendoza, 2e marquis de Santillana. En 1520, les possesseurs du titre sont faits grands d'Espagne de classe immémoriale.

## Ducs et duchesses del Infantado
1. Diego Hurtado de Mendoza y Suárez de Figueroa (1417–1479) ;
2. Íñigo López de Mendoza y Luna (es) (1438–1500) ;
3. Diego Hurtado de Mendoza y Luna (es) (1461–1531) ;
4. Íñigo López de Mendoza y Pimentel (es) (1493–1566) ;
5. Íñigo López de Mendoza y Aragón (es) (1566–1601) ;
6. Ana de Mendoza y Enríquez de Cabrera (es) (1554–1633) ;
7. Rodrigo Díaz de Vivar Sandoval y Mendoza (es) (1614–1657) ;
8. Catalina Gómez de Sandoval y Mendoza (es) (1616–1686) ;
9. Gregorio de Silva y Mendoza (es) (1649–1693) ;
10. Juan de Dios de Silva y Mendoza y Haro (en) (1672–1737) ;
11. María Francisca de Silva Mendoza y Sandoval (es) (1737–1770) ;
12. Pedro Alcántara de Toledo y Silva (es) (1729–1790) ;
13. Pedro de Alcántara Álvarez de Toledo y Salm-Salm (1768–1841) ;
14. Pedro de Alcántara Tellez Girón y Beaufort (es) (1810–1844) ;
15. Mariano Téllez-Girón y Beaufort Spontin (es), 12e duc d'Osuna (es) (1814-1882) ;
16. Andrés Avelino de Arteaga y Silva Carvajal y Téllez Girón (es) (1833–1910) ;
17. Joaquín Ignacio de Arteaga y Echagüe Silva y Méndez de Vigo, marquis de Santillana (es), comte de Corres et comte de Santiago (1870–1947) ;
18. Íñigo de Arteaga y Falguera (es) (1905–1997) ;
19. Íñigo de Arteaga y Martín (es) (1941–2018) ;
20. María de la Almudena de Arteaga y Anchústegui (es) (1967–) ;